# Matías Gigli
Matías Nicolás Gigli (né le 7 juin 1976 à Arroyo Seco en Argentine) est un joueur de football argentin qui évoluait au poste d'attaquant.

## Biographie
Il termine co-meilleur buteur du tournoi de clôture du championnat d'Argentine de deuxième division en 2002, à égalité avec Héctor Ariel Silva, inscrivant 12 buts.

## Palmarès
Godoy Cruz
- Championnat d'Argentine D2 :
  - Meilleur buteur : 2003 (Clôture) (12 buts).